# Canton de Saint-Paul-Cap-de-Joux
Le canton de Saint-Paul-Cap-de-Joux est un ancien canton français situé dans le département du Tarn et la région Midi-Pyrénées.

## Géographie
Ce canton était organisé autour de Saint-Paul-Cap-de-Joux dans l'arrondissement de Castres. Son altitude variait de 115 m (Fiac) à 350 m (Damiatte) pour une altitude moyenne de 215 m.

## Communes
Le canton de Saint-Paul-Cap-de-Joux comprenait 7 communes et comptait 4 540 habitants (population municipale) au 1er janvier 2010.
| Nom                                | Code Insee | Intercommunalité              | Superficie (km2) | Population (dernière pop. légale) | Densité (hab./km2) |
| ---------------------------------- | ---------- | ----------------------------- | ---------------- | --------------------------------- | ------------------ |
| Saint-Paul-Cap-de-Joux (chef-lieu) | 81266      | CC du Lautrecois-Pays d'Agout | 17,01            | 1 103 (2014)                      | 65                 |
| Cabanès                            | 81044      | CC du Lautrecois-Pays d'Agout | 8,86             | 278 (2014)                        | 31                 |
| Damiatte                           | 81078      | CC du Lautrecois-Pays d'Agout | 31,78            | 1 019 (2014)                      | 32                 |
| Fiac                               | 81092      | CC du Lautrecois-Pays d'Agout | 25,00            | 920 (2014)                        | 37                 |
| Magrin                             | 81151      | CC du Lautrecois-Pays d'Agout | 8,07             | 133 (2014)                        | 16                 |
| Massac-Séran                       | 81159      | CC Tarn-Agout                 | 8,52             | 363 (2014)                        | 43                 |
| Prades                             | 81212      | CC du Lautrecois-Pays d'Agout | 5,24             | 131 (2014)                        | 25                 |
| Pratviel                           | 81213      | CC du Lautrecois-Pays d'Agout | 7,11             | 82 (2014)                         | 12                 |
| Teyssode                           | 81299      | CC du Lautrecois-Pays d'Agout | 22,88            | 386 (2014)                        | 17                 |
| Viterbe                            | 81323      | CC du Lautrecois-Pays d'Agout | 6,51             | 354 (2014)                        | 54                 |

## Représentation

### Conseillers généraux de 1833 à 2015
| Période | Période           | Identité                                   | Étiquette                   | Qualité |
| ------- | ----------------- | ------------------------------------------ | --------------------------- | --- |
| 1833    | 1848              | François Jauzion (1769-1865)               |                             | Militaire, ancien aide de camp du Général Hoche juge de paix, maire de Saint-Paul-Cap-de-Joux                        |
| 1848    | 1855              | Charles de Clauzade de Mazieux (1798-1870) |                             | Officier d'artillerie Propriétaire du château de Riols à Teyssode                                                    |
| 1855    | 1870              | Charles Daguilhon-Pujol                    | Droite Bonapartiste         | Propriétaire à Massac, Procureur Général près la Cour de Foix puis de Pau                                            |
| 1870    | 1871              | Théodore Jauzion (1815-1888)               |                             | Polytechnicien, professeur de philosophie Propriétaire à Saint-Paul-Cap-de-Joux                                      |
| 1871    | 1887 (annulation) | Pierre Daguilhon-Pujol                     | Droite Bonapartiste         | Militaire Député (1869-1870 et 1877-1881)                                                                            |
| 1887    | 1904              | Émile Compayré                             | Rad.                        | Avocat, maire de Teyssode (1878-1908) Député (1893-1906)                                                             |
| 1904    | 1928              | Paul Loupiac                               | RG                          | Industriel, propriétaire du château de Saint-Marc, maire de Damiatte (1902-1937)                                     |
| 1928    | 1940              | Emery Compayré (fils d'Émile Compayré)     | Rad.                        | Médecin Maire de Labastide-Saint-Georges Député (1932-1940)                                                          |
|         |                   |                                            |                             | |
| 1942    | 1945              | Augustin Raynaud                           |                             | Maire de Damiatte Nommé conseiller départemental en 1942                                                             |
| 1945    | 1955              | Roger Boudet                               | SFIO                        | Agriculteur Maire de Prades (1945-1953)                                                                              |
| 1955    | 1979              | Georges Raynaud                            | Rad. ind. puis DVG puis MRG | Exploitant forestier, maire de Damiatte (1947-1977)                                                                  |
| 1979    | 2004              | Michel Algans                              | PS                          | Directeur d'école, conseiller municipal de Saint-Paul-Cap-de-Joux                                                    |
| 2004    | 2015              | Laurent Vandendriessche                    | PS                          | Ancien cadre de La Poste Maire de Saint-Paul-Cap-de-Joux depuis 2008 Elu en 2015 dans le Canton de Plaine de l'Agoût |

### Conseillers d'arrondissement (de 1833 à 1940)
Le canton de Saint-Paul-Cap-de-Joux avait deux conseillers d'arrondissement.
Il appartenait à l'arrondissement de Lavaur jusqu'à sa disparition en 1926.
| Période                                  | Période      | Identité                                | Étiquette                | Qualité |
| ---------------------------------------- | ------------ | --------------------------------------- | ------------------------ | --- |
| 1833                                     | 1836         | Florent Pierre Alcide Aliguier du Truel |                          | Propriétaire à Saint-Paul                                                                                   |
| 1833                                     | 1848         | Arnaud Pierre Clauzade-Mazieux          |                          | Propriétaire à Teyssode                                                                                     |
|                                          |              |                                         |                          | |
| 1848                                     |              | Florent-Pierre-Alcide Aliguier          |                          | Propriétaire à Saint-Paul                                                                                   |
| 1848                                     |              | Louis-Hector-Ladislas Lugan-Lassalle    |                          | Propriétaire à Viterbe                                                                                      |
|                                          |              |                                         |                          | |
|                                          | 1890 (décès) | Romain Raynaud (1821-1890)              |                          | Minotier, négociant, propriétaire, maire de Fiac                                                            |
| 1889                                     |              | M. de Rivals-Mazères                    |                          | Propriétaire à Fiac (Tarn)                                                                                  |
| 1890                                     |              | André-Barthélemy-Alfred Jauzion         | Républicain              | Propriétaire à Damiatte                                                                                     |
| 1901                                     | 1907         | Marie-Joseph d'Audéric                  | Républicain              | Propriétaire à Pratviel                                                                                     |
| 1907                                     | 1931         | M. Fournier                             | Républicain puis Radical | |
| 1919                                     | 1929         | Jacques Desplas                         | Radical                  | Maire de Saint-Paul-Cap-de-Joux (1896-1929)                                                                 |
| 1929                                     | 1940         | M. Teyssier                             | Radical                  | |
| 1931                                     | 1940         | Henri Pagès                             | Radical                  | Maire de Prades                                                                                             |
| 1940                                     |              |                                         |                          | Les conseils d'arrondissement ont été suspendus par la loi du 12 octobre 1940 et n'ont jamais été réactivés |
| Les données manquantes sont à compléter. |              |                                         |                          | |

## Démographie
| 1962  | 1968  | 1975  | 1982  | 1990  | 1999  | 2006  | 2010  | - |
| ----- | ----- | ----- | ----- | ----- | ----- | ----- | ----- | - |
| 3 798 | 4 126 | 3 809 | 3 581 | 3 680 | 3 661 | 4 130 | 4 540 | - |